# Георков, Гарри Гарьевич
Георко́в Гарри Гарьевич (р. 23 февраля 1961, Москва) — заслуженный тренер России, мастер спорта СССР по вертолётному спорту, чемпион Мира по высшему пилотажу на вертолётах, трёхкратный рекордсмен, бронзовый призёр чемпионата СССР (1987) и серебряный призёр чемпионатов России (1988,1994) по вертолётному спорту, кандидат в мастера спорта по настольному теннису, тренер сборной команды России по вертолётному спорту, начальник Центрального аэроклуба им. В. П. Чкалова ДОСААФ России (2010—2016), судья международной категории FAI. Награждён различными медалями России и Республики Беларусь.

## Биография
Окончил ГЦОЛИФК по специальности «Физическая культура и спорт» с присвоением квалификации «Преподаватель физической культуры». Также прошел обучение в Запорожском авиационном училище лётчиков ДОСААФ СССР по специальности «Лётная эксплуатация воздушных судов», получив квалификацию «Лётчик-инструктор».